# ردندراوية
الردندراوية (الاسم العلمي: Rhodoreae) هي قبيلة من النباتات تتبع الفصيلة الخلنجية من رتبة الخلنجيات.

## أجناس الردندراوية
- الردندرة